# Jan Hendrik Herman Römelingh
Jan Hendrik Herman Römelingh (Sebaldeburen, 18 juni 1867 – Groningen, 13 november 1947) was een Nederlandse burgemeester.

## Leven en werk
Römelingh was zoon van de burgemeester van Oldekerk Cornelis Römelingh en Willemina Margaretha Geertsema van Sjallema. Na een ambtelijke carrière in Reeuwijk en Sassenheim werd Römelingh in 1896 benoemd tot burgemeester van Zweeloo. In 1909 volgde hij de in 1908 overleden burgemeester Gerhardus Hozeas Krull van Anloo op. In 1920 verwisselden de burgemeesters van Zweeloo, Engelenburg, en Anloo, Römelingh, van standplaats. Römelingh keerde als burgemeester terug naar zijn vorige gemeente. Hij vervulde tot 1932 de burgemeestersfunctie in Zweelo. In dat jaar werd hij op eigen verzoek eervol ontslagen.
Römelingh trouwde op 16 juli 1896 te Leek met Willemina Jentina Welink, dochter van de gemeenteontvanger Jan Welink en Froukje Riepma. Hun zoon Statius Georg Römelingh (1899-1963) is burgemeester van Peize en Beilen geweest.

## Zand en veen
De tegenstelling binnen de gemeente Anloo tussen het zand- en het veengedeelte werd in 1913 manifest toen er tussentijdse verkiezingen voor een raadszetel plaatsvonden. Kandidaat waren burgemeester Römelingh en de plaatselijke armendokter Borema, die een dienstbetrekking bij de gemeente genoot. De burgemeester had aanhang in het zandgedeelte en de dokter in het veengedeelte. De burgemeester delfde het onderspit. Op de dag van de verkiezingsuitslag verjoeg de burgemeester zijn tegenstanders uit het gemeentehuis, tevens zijn ambtswoning. Daarna tekende de burgemeester bezwaar aan bij het college van Gedeputeerde Staten van Drenthe tegen de benoeming van zijn opponent tot raadslid, vanwege strijdige belangen.